# The Eclectic Moniker
The Eclectic Moniker er et indie-pop-band fra Danmark, bestående af Frederik Vedersø, Tobias Ljungar Sødring, Anders Thambo, Peter Kohlmetz Møller, og Esben Beldring.
Gruppen debuterede med den calypsoinfluerede single, "Easter Island", som var P3's Uundgåelige. Bandet vandt i 2011 P3's Karrierekanonen og i 2012 Odense Live Prisen.
I juni 2012 udkom gruppens selvbetitlede debutalbum, der hovedsageligt modtog positive anmeldelser, og fik fire ud af seks stjerner i musikmagasinet GAFFA. Dette år modtog gruppen også Odense Live Prisens Talentpris.
I september 2013 udkom gruppens andet studiealbum Continents, der fik tre ud af seks stjerne hos GAFFA. Den 6. november 2016 udkom bandets tredje album Mirror Twin, der kun fik to ud af seks stjerner hos GAFFA.

## Album
- The Eclectic Moniker (2012)
- Continents (2013)
- Mirror Twin (2016)

## Singler
- "Easter Island" (marts 2012)
- "Going to Paris" (juni 2012)
- "Two Officers" (oktober 2012)
- "Sports" (maj 2013)
- "Norway" (oktober 2013)
- "Yes It's Love" (februar 2014)
- "The Wonder" (november 2015)